# 细茎灯心草
细茎灯心草（学名：Juncus gracilicaulis）为灯心草科灯心草属的植物，为中国的特有植物。分布于中国大陆的云南、四川等地，生长于海拔2,700米至3,600米的地区，多生长在溪边、采伐迹地、山顶或山坡林下岩石上，目前尚未由人工引种栽培。